# Melaleuca montis-zamiae
Melaleuca montis-zamiae är en myrtenväxtart som beskrevs av Lyndley Alan Craven. Melaleuca montis-zamiae ingår i släktet Melaleuca och familjen myrtenväxter. Inga underarter finns listade i Catalogue of Life.